# Laserdance Orchestra Vol. 1
Laserdance Orchestra vol. 1 – ósmy album studyjny holenderskiego duetu Laserdance, wydany w styczniu/lutym 1994. Była to pierwsza część podwójnej składanki, na której znalazły się produkcje wytwórni Hotsound, wydane wcześniej wyłącznie na winylowych maxi singlach. Niemal wszystkie utwory powstały w prywatnym studiu członka Laserdance, Michiela van der Kuya, ale sygnowanie ich marką Laserdance nie jest do końca zgodne z prawdą, bowiem większość z nich to instrumentalne wersje piosenek, oryginalnie sygnowanych nazwiskami wokalistów. Na płycie znalazły się także kompozycje braci Michaela van Eijka i Roba van Eijka, współpracujących w latach 80. z van der Kuyem przy projekcie muzycznym Proxyon.
Na okładce umieszczono dedykację "Thanks to all Laserdance fans for more than ten wonderful years. Special thanks to my whole family, Miriam, Wolfgang, Tommy, Rob, Rene, Kok, Andreas & Niklas."

## Spis utworów
W nawiasach kompozytor, nazwisko oryginalnego wokalisty i rok pierwszego wydania.
1. "Humanoid Invasion" (muz. Michiel van der Kuy & Ruud van Es, 1986) – 6:15
2. "Oh Que Calor" (muz. Michiel van der Kuy, wokal - Primero, 1987) – 4:48
3. "Please stay with me" (muz. Rob van Eijk, wokal - Sisley Ferré, 1989) – 6:10
4. "Goody's Space Dream" (muz. Michiel van der Kuy & Ruud van Es, 1986) – 7:57
5. "Power Run" (muz. Michiel van der Kuy, 1987) – 5:26
6. "Say you'll be mine" (muz. Rob van Eijk, wokal - Kim Taylor, 1987) – 5:20
7. "Feel so fine" (muz. Michael van Eijk, wokal - Kim Taylor, 1988) – 5:36
8. "Give me your Love" (muz. Michiel van de Kuy, wokal - Sisley Ferré, 1986) – 5:37
9. "Crazy for your Love" (muz. Michiel van de Kuy, wokal - Jody Pijper /jako Attack/, 1985) – 6:17
10. "Love is the Reason" (muz. Michiel van der Kuy, wokal - John Mendes, 1985) – 4:45
11. "Laserdance" /remix/ (muz. Fonny De Wulf, 1984) – 6:46
12. "Open your Eyes" (muz. Michiel van de Kuy, wokal - Sisley Ferré, 1987) – 4:40